# Dolores Dardés
Dolores Dardés (España, 1865 - Buenos Aires, 1958), fue una legendaria primera actriz española con una extensa carrera en Argentina.   
Madre de Juana Tressols, fue la abuela de Paquita, Juan y Luisa Vehil y bisabuela de Mónica Vehil y Miguel Ángel Solá.

## Carrera
Apodada por su círculo íntimo como la Yaya, Dardés fue una gran maestra sobre todo del arte escénico con una vastísima trayectoria teatral. También logró incursionar notablemente en la pantalla grande en la década del '30.
En cine trabajó con grandes estrellas del momento como Luis Arata, Luis Sandrini, Florindo Ferrario, Homero Cárpena, Héctor Quintanilla, Mario Danesi, Aníbal Troilo, José María Rizzuti, Gloria Bayardo, Alicia Vignoli, Enrique Muiño, Roberto Airaldi, Armando Durán, Eduardo Zucchi y Eduardo Meyer, entre otros.

### Filmografía
- 1933: Los tres berretines
- 1937: El forastero junto con Anita Jordán
- 1939: El viejo doctor
- 1941: Novios para las muchachas

### Teatro
Su carrera teatral fue muy numerosa, llegando a realizar exitosísimas funciones durante casi toda le época dorada argentina.

## Vida privada
Estuvo casada casi toda su vida con el actor Francisco Tressols, con quien llegó a tener un total de 16 hijos, una de ellos fue la  también actriz Juana Tressols quien se casó con el actor Juan Vehil. Era la abuela de Paquita Vehil, Juan Vehil (hijo) y Luisa Vehil. Y bisabuela de los también artistas Mónica Vehil y Miguel Ángel Solá. Se radicaron en Argentina en 1909.